# Süd-Norddeutsche Verbindungsbahn

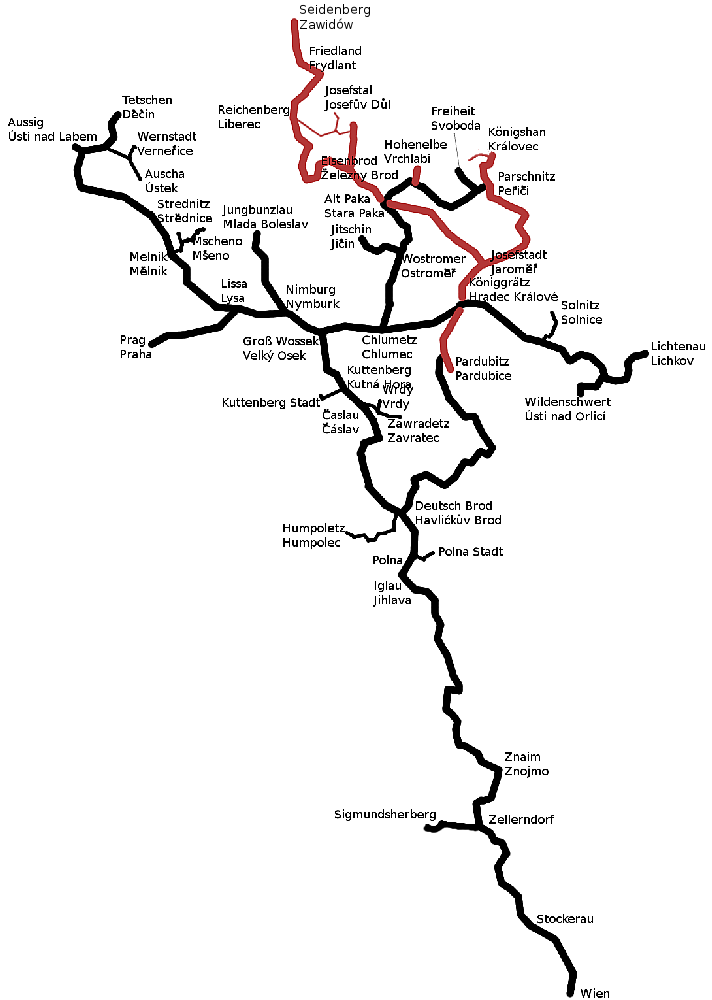
Az SNDVB (piros) és az ÖNWB (fekete) vonalai

A k.k. priv. Süd-Norddeutsche Verbindungsbahn (rövidítve: SNDVB) egy magánvasút-társaság volt az egykori Ausztriában, melynek vonalai a mai Csehország területén voltak. A társaság fő vonala a Pardubice-Liberec - Seidenberg volt, amely azonban a nehéz topográfiai viszonyok miatt nem tudta betölteni szerepét, mint vasúti főközlekedési vonal Berlin és Bécs között. A társaságot 1909 október 15-én államosították.

## Története
1865 június 15-én a reichenbergi gyáros Johann Liebieg köré szerveződött konzorcium engedélyt kapott vasútépítésre Pardubitzétől Reichenbergig és egy szárnyvonal megépítésére Josefstadt-től  Schwadowitz-ig. A társaság neve k.k.priv. Pardubitz-Reichenberger Bahn lett, de még azon a nyáron  k.k.priv. Süd-Norddeutsche Verbindungsbahn-ra változtatták. Az építkezés elég gyorsan haladt és a Pardubitz–Josefstadt szakaszt 1857 november 4-én  megnyitották. A vasútvonal tulajdonképpeni célja azonban a kapcsolat volt a német vasúthálózattal, hogy Szászországon át Berlin és Bécs között a lehető legrövidebb összeköttetést megvalósítsa. Azt követően a Berlin-Görlitz-Seidenberg vasútvonalat meghosszabbítani egy új vonallal Friedland (Frýdlant), Reichenberg (Liberec), Turnau (Turnov), Altpaka (Stará Paka) felé Pardubitz (Pardubice)-ig.

## A vonalak
- Pardubitz–Reichenberg (* 1857/1859)
- Josefstadt–Königshan–Landesgrenze (–Liebau) (* 1859/1869)
- Reichenberg–Landesgrenze (–Seidenberg) (* 1875)
- Eisenbrod–Tannwald (*1875)

## A társaság által üzemeltetett más tulajdonú vonalak
- Lokalbahn Königshan–Schatzlar (1889-től 1894-ig)

## Fordítás
- Ez a szócikk részben vagy egészben  a   Süd-Norddeutsche Verbindungsbahn című német Wikipédia-szócikk fordításán alapul.  Az eredeti cikk szerkesztőit annak laptörténete sorolja fel. Ez a jelzés csupán a megfogalmazás eredetét és a szerzői jogokat jelzi, nem szolgál a cikkben szereplő információk forrásmegjelöléseként.